# Marques Brownlee
Pour les articles homonymes, voir Brownlee.
Marques Keith Brownlee, également connu sous le mononyme MKBHD, né le 3 décembre 1993, est un vidéaste web américain spécialisé dans les nouvelles technologies et un joueur professionnel d'ultimate.
Avec plus de 16 millions d'abonnés sur YouTube en août 2022, il possède l'une des chaînes YouTube dans le domaine tech avec le plus d'abonnés.
En décembre 2020, il est honoré dans la liste Forbes 30 Under 30 (2021), dans la catégorie réseaux sociaux.

## Biographie

### Enfance et éducation
Marques Keith Brownlee naît le 3 décembre 1993. Il grandit à Maplewood. Il frequente le lycée Columbia High School (New Jersey) (en), où il obtient son diplôme en 2011. Il étudie à la Howe School du Stevens Institute of Technology, où il se spécialise dans le business et les technologies de l'information. Il obtient son diplôme universitaire en mai 2015 et devient YouTubeur à temps plein.

### Carrière sur internet
Brownlee créé sa chaîne YouTube le 21 mars 2008. Il publie ses premières vidéos en janvier 2009, alors qu'il est encore lycéen, sur de nouveaux produits tech ou des critiques de produits qu'il possède déjà.
En 2013, Vic Gundotra (en), ancien vice-président sénior de Google qualifie Brownlee de « meilleur critique technologique de la planète en ce moment ».

#### Interviews réalisées
En août 2018, il interviewe Elon Musk, PDG de Tesla.
En mars 2019 et en février 2020, il interviewe Bill Gates.
En septembre 2020, il interviewe Mark Zuckerberg au sujet des hologrammes et de l'avenir de la réalité virtuelle.
En décembre 2020, il interviewe Barack Obama, discutant de l'utilisation de la technologie et des réseaux sociaux au sein du gouvernement.
Brownlee interviewe Sundar Pichai, PDG de Google en mai 2021, sur divers sujets tels que la technologie future et l'IA.

#### Retro Tech
Retro Tech est une série YouTube Original produite par Vox Media Studios avec MKBHD qui est diffusée le 2 décembre 2019. Dans la série, Brownlee interviewe d'autres créateurs YouTube et des invités célèbres et discute des technologies emblématiques du passé qui ont eu un impact majeur sur la vie et la culture modernes. La saison 2 de Retro Tech commence en avril 2021, dans laquelle il passe en revue une technologie que l'on croyait être l'avenir mais qui n'a jamais atteint la production ou le grand public.

#### Waveform: le podcast de MKBHD
Brownlee est l'hôte d'un podcast technologique avec le co-animateur Andrew Manganelli, producteur de la chaîne YouTube MKBHD. Le podcast s'appelle Waveform: The MKBHD Podcast et est parfois appelé Waveform et WVFRM . Le podcast est axé sur l'électronique grand public et les sujets connexes.
Le premier épisode est diffusé le 31 juillet 2019. Brownlee annonce le podcast sur sa chaîne YouTube le 13 août 2019, dans la vidéo intitulée « Introducing Waveform: The MKBHD Podcast! » . Il y a eu plusieurs invités connus sur le podcast, notamment iJustine, Mark Zuckerberg, Craig Federighi et Carl Pei.

#### The Studio: le studio de l'équipe
Brownlee est également l'hôte d'une autre chaîne YouTube appelée The Studio, qui se concentre sur les activités en coulisses de l'équipe MKBHD.

### Carrière sportive
Brownlee est un joueur professionnel d'ultimate pour l'Empire de New York de l'American Ultimate Disc League (AUDL), (aujourd'hui l'Ultimate Frisbee Association (UFA).
En 2017, il joue pour le Phoenix de Philadelphie (en). De 2015 à 2017, il joue pour le Garden State Ultimate.
Avec New York PoNY, il est le champion du monde WFDF 2022 dans la catégorie Open pour l'ultimate frisbee.

## Origine du mononyme
Le nom de sa chaîne YouTube est une concaténation de MKB (initiales de Brownlee) et HD (pour haute définition).

## Distinctions
- Décembre 2020 : Forbes 30 Under 30 (2021)[15],[16]
- Juillet 2022 : Champion du monde WFDF[14]